# Fondation d'utilité publique Nagy Károly pour l'astronomie
La Fondation d'utilité publique Nagy Károly pour l'astronomie, créée en 2009, a pour principale mission de faire connaître et de diffuser l’œuvre du chimiste, mathématicien, astronome et vulgarisateur scientifique Károly Nagy, de transmettre les connaissances en astronomie et en recherche spatiale, d'assurer la réhabilitation scientifique et culturelle de l’ancienne propriété de Károly Nagy et des bâtiments qui s’y trouvent. Pour atteindre ses buts, la Fondation coopère avec la collectivité locale de Bicske, l’Association hongroise d'astronomie, la Bibliothèque municipale Nagy Károly, l’Office national du patrimoine culturel et d’autres organisations.
La Fondation publie des concours pour la recherche sur la vie, la propriété, les instruments, etc. de Károly Nagy, donne des conférences dans toute la Hongrie sur l’astronomie, l’histoire de l’astronomie, la recherche spatiale pour atteindre ses buts et organise à Bicske des démonstrations télescopiques.